# کالجپورت (تگزاس)
کالجپورت (به انگلیسی: Collegeport) یک منطقهٔ مسکونی در ایالات متحده آمریکا است که در شهرستان ماتاگوردا، تگزاس واقع شده‌است. کالجپورت ۳٫۹۶ متر بالاتر از سطح دریا واقع شده‌است.